# Bubuk-myeon
Bubuk-myeon (koreanska: 부북면)  är en socken i kommunen Miryang i provinsen Södra Gyeongsang i den sydöstra delen av Sydkorea, 280 km sydost om huvudstaden Seoul.